# Historia de la telefonía en Cataluña
Los orígenes de la telefonía en Cataluña se remontan a finales del siglo XIX.
Al comenzar el siglo XX, el Estado había dejado en manos de la iniciativa privada la construcción de las líneas de teléfono. Por eso las empresas concesionarias solo construyeron las líneas que consideraron rentables.
En Cataluña hay dos compañías: la compañía Telefónica del Vallés y la Compañía Peninsular de Teléfonos.
Fue la Mancomunidad de Prat de la Riba  que, con gran visión de futuro, se dio cuenta de que se trataba de un servicio público que podía vertebrar la región, y dio impulso que permitió la conexión de gran parte de las poblaciones catalanas.
La dictadura de Primo de Rivera abolió la Mancomunidad, lo cual interrumpió la tarea iniciada, abocando otra vez a la región al retraso, y la red interurbana catalana no fue completada hasta muchos años después, pasada la guerra civil española.

## Cronología
- El 16 de diciembre de 1877 se realizaron las primeras pruebas telefónicas en la Península entre dos salas de la Escuela Industrial de Barcelona.
- El 26 de diciembre del 1877 se realizó la primera conferencia de larga distancia entre Barcelona y Gerona.
- Un Real Decreto de 1884 estableció en España el monopolio del servicio telefónico a favor del Estado.
- El año 1886 se autorizó la explotación a los particulares, dado que el Estado no estaba interesado.
- El 20 de abril de 1895 se inauguró la línea telefónica interurbana que une Barcelona con Zaragoza y Madrid.
- El 29 de mayo de 1896 La Dirección General de Correos dicta una orden que prohíbe usar el catalán en las comunicaciones interurbanas.
- El 20 de junio de 1896 un Real Decreto autoriza el uso del catalán en las comunicaciones interurbanas y la redacción de telegramea, aboliendo así la prohibición anterior. En total, estuvo vigente menos de un mes.
- El año 1911 se funda la Sección de Ciencias del Instituto de Estudos Catalanes.
- El año 1913 se inaugura el servicio de la Compañía Telefónica del Vallés.
- El 1914 Prat de la Riba dirige la Mancomunidad de Cataluña.

### La liberalización llega con la entrada en la Unión Europea
- La entrada en la Unión Europea el año 1986 llevará a que...
- El 1 de enero de 1988 entra en vigor la nueva Ley de Ordenación de las Telecomunicaciones (LOT), que regula el nuevo marco de actuaciones i competencias telefónicas y supone la entrada de otros operadores, con la consecuente mejora de calidad del servicio.